# 朗根隆斯海姆
朗根隆斯海姆是德国莱茵兰-普法尔茨州的一个市镇。总面积11.92平方公里，总人口3731人，其中男性1789人，女性1942人（2011年12月31日），人口密度313人/平方公里。